# Kid 90
Kid 90 è un film documentario del 2021 diretto da Soleil Moon Frye.

## Trama
Il documentario mostra alcuni filmati ripresi durante gli anni novanta da una videocamera che Soleil Moon portava sempre con sé ovunque andasse e appaiono David Arquette, Balthazar Getty, Brian Austin Green, Stephen Dorff, Mark-Paul Gosselaar, Harold Hunter, Justin Pierce, Danny Boy O'Connor, Jenny Lewis e Jonathan Brandis.

## Produzione
Soleil Moon Frye ha trascorso quattro anni esaminando diari, messaggi vocali e filmati che aveva girato quando era una adolescente, durante gli anni '90. Inizialmente aveva progettato di realizzare un film senza se stessa, perciò si mise in contatto con gli amici di quel periodo, indipendentemente dal fatto che fossero rimasti amici o meno. Quando ha deciso di includere se stessa nel film, ha chiesto al montatore del progetto di intervistarla. I genitori di Jonathan Brandis hanno approvato le scene in cui compariva il figlio.
Ad agosto 2020 è stato annunciato che Leonardo DiCaprio sarebbe stato produttore esecutivo del film con la sua Appian Way Productions, in associazione con STX Entertainment.

## Promozione
Il primo trailer è stato distribuito il 24 febbraio 2021.

## Distribuzione
Il documentario è uscito sulla piattaforma di streaming Hulu il 12 marzo 2021.

## Accoglienza

### Critica
Sull'aggregatore di recensioni Rotten Tomatoes il film ha ottenuto un punteggio medio di 7,4 su 10, sulla base di 31 recensioni; mentre su Metacritic di 67 su 100, su 9 recensioni.